# 살인의 강
"살인의 강"은 2010년에 개봉한 대한민국의 영화이다.

## 캐스팅
- 김세현 : 승호 역
- 신성록 : 동식 역
- 황인영 : 진희 역
- 이도형 : 경식 역
- 이다윗 : 16세 승호 역
- 정세인 : 16세 동식 역
- 강초희 : 명희 역
- 정동규 : 고참 형사 역
- 장대윤 : 장 형사 역
- 김경룡 : 지 서장 역
- 송은욱 : 넘버 2 역
- 김상석 : 넘버 3 역
- 정영기 : 막내 역
- 전진기 : 교도소장 역
- 홍승일 : 교도관 1 역
- 홍완표 : 교도관 2 역
- 김선화 : 회장 아줌마 역
- 하성용 : 선배검사 역
- 김광국 : 기자 역
- 강이석 : 11세 승호 역
- 서영주 : 11세 동식 역
- 윤정은 : 11세 명희 역
- 김현 : 우산 아줌마 역
- 김두봉 : 112 남자 역
- 이명호 : 라디오앵커 역
- 우정국 : 성인 땅콩 역
- 조성하 : 강 형사 역 (특별출연)